# Omoeroa (fleuve)
Le fleuve Omoeroa  (en anglais : Omoeroa River) est un cours d’eau de la région de la West Coast de l’Île du Sud de la  Nouvelle-Zélande.

## Géographie
Il s’écoule vers le nord-ouest à partir de sa source très haut dans les Alpes du Sud, à 14 kilomètres au nord du Aoraki/Mont Cook, atteignant la Mer de Tasman  à 12 kilomètres à l’ouest de la ville de Franz Josef.